# Ernesto Augusto I de Hanôver
Ernesto Augusto I  KG, KP, GCB, GCH, FRS (Londres, 5 de junho de 1771 — Hanôver, 18 de novembro de 1851) foi Rei de Hanôver, Duque de Brunsvique-Luneburgo e Duque de Cumberland e Teviotdale. Sendo o quinto filho, parecia pouco provável que se tornasse monarca, mas a lei sálica, que impedia as mulheres de herdar o trono, aplicava-se em Hanôver e nenhum dos seus irmãos mais velhos tinha deixado herdeiros varões legítimos. Assim, tornou-se rei de Hanôver quando a sua sobrinha, Vitória, se tornou rainha do Reino Unido, acabando com a união pessoal entre o Reino Unido e Hanôver que tinha existido desde 1714.
Ernesto nasceu na Inglaterra, mas foi enviado para Hanôver quando era adolescente para prosseguir com a sua educação e treino militar. Enquanto prestava serviço nas forças hanoverianas na Valónia contra a França Revolucionária, sofreu uma ferida que lhe desfigurou o rosto. Em 1799, recebeu o título de duque de Cumberland e Teviotdale. Apesar de o seu casamento em 1815 com Frederica de Mecklemburgo-Strelitz, uma princesa que já tinha ficado viúva duas vezes, não ter sido aprovado pela sua mãe, a rainha Carlota, acabaria por se tornar uma união feliz. Em 1817, o rei Jorge estava louco e tinha apenas uma neta legitima, a princesa Carlota de Gales. Quando ela morreu ao dar à luz, Ernesto era o único filho que estava casado e ainda vivia com a esposa. Esta situação deu-lhe alguma esperança de vir a suceder ao trono britânico. Contudo, ambos os seus irmãos mais velhos se casaram rapidamente e o quarto filho do rei Jorge, o príncipe Eduardo Augusto, Duque de Kent e Strathearn, teve uma filha que acabaria por se tornar a herdeira da coroa britânica, a princesa Alexandrina de Kent, que viria a adoptar o nome Vitória do Reino Unido.
Ernesto era ativo na Casa dos Lordes onde mantinha uma posição extremamente conservadora. Alegava-se persistentemente (algo que terá sido espalhado pelos seus inimigos políticos) que o príncipe tinha assassinado o seu criado e tivera um filho da sua irmã, a princesa Sofia do Reino Unido. Antes de Vitória suceder ao trono britânico, correram rumores de que Ernesto pretendia assassiná-la e ficar com o trono para si. Quando o rei Guilherme IV morreu a 20 de junho de 1837, Ernesto subiu ao trono de Hanôver. Sendo o primeiro monarca de Hanôver a viver no reino desde Jorge I, Ernesto conseguiu ter um reinado de catorze anos geralmente bem-sucedido, mas provocou alguma controvérsia quando dispensou os Sete de Gotinga (um grupo que incluía os dois irmãos Grimm) das suas posições no ensino por provocarem agitação contra as suas políticas.

## Primeiros anos (1771-1779)

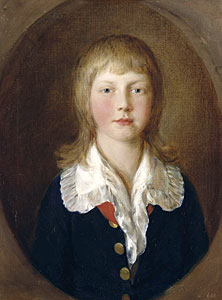
Príncipe Ernesto Augusto
Por Thomas Gainsborough, na Royal Collection

Ernesto Augusto, o quinto filho do rei Jorge III e da rainha Carlota, nasceu em Buckingham House, atualmente parte do Palácio de Buckingham, em 5 de junho de 1771. Depois de deixar o berçário, passou a viver com os seus dois irmãos mais novos, o príncipe Adolfo (depois duque de Cambridge) e o príncipe Augusto (depois duque de Sussex), e um tutor numa casa em Kew Green, perto do Palácio de Kew, onde viviam os seus pais. Com quinze anos de idade foi para a Universidade de Gotinga, em Hanôver, na companhia dos seus dois irmãos mais novos. Apesar de o rei nunca ter deixado o Reino Unido durante a sua vida, enviou os filhos para a Alemanha quando eram adolescentes. Segundo o historiador John Van der Kiste, esta atitude foi tomada para limitar a influência que o irmão mais velho de Ernesto, Jorge, príncipe de Gales, que estava a viver um estilo de vida extravagante, teria nos seus irmãos mais novos. O príncipe Ernesto era um estudante apto e depois de receber aulas privadas de um tutor durante um ano enquanto aprendia alemão, participava em palestras na Universidade. Apesar de o rei Jorge ter ordenado que a casa dos príncipes fosse gerida militarmente, e que os filhos seguissem as regras da universidade, os mercadores da cidade estavam dispostos a oferecer créditos aos príncipes e os três ficaram com dívidas.
Ernesto aprendeu manobras de cavalaria e táticas militares com o capitão von Linsingen do regimento da rainha e era um excelente cavaleiro, com boa pontaria. Depois de treinar durante apenas dois meses, von Freytag ficou tão impressionado com o progresso do príncipe que lhe ofereceu um lugar na cavalaria como capitão. Ernesto deveria ter recebido treino na infantaria, mas o rei, que também ficou impressionado com as proezas do filho, deu-lhe permissão para ficar na cavalaria.
Em março de 1792, o rei ofereceu uma comissão de coronel a Ernesto nos Nonos Dragões Luminosos de Hanôver. O príncipe prestou serviço militar nos Países Baixos durante a Guerra da Primeira Coligação, sob as ordens do seu irmão mais velho, o príncipe Frederico, duque de Iorque, depois comandou as forças combinadas da Grã-Bretanha, Áustria e Hanôver. Tendo participado numa ação militar na cidade de Tournai, na Valónia, em agosto de 1793, Ernesto sofreu uma ferida na cabeça, provocada por um sabre, que resultou numa cicatriz que o desfigurou. Durante a Batalha de Tourcoing, no norte de França, em 18 de maio de 1794, o seu braço esquerdo ficou ferido devido a uma bala de canhão que passou perto dele. Nos dias que se seguiram à batalha, perdeu a visão no olho esquerdo. Em junho, foi enviado para a Grã-Bretanha para convalescer. Esta foi a sua primeira estadia no país desde 1786.
Ernesto voltou aos seus deveres no início de novembro, sendo então promovido a major-general. Esperava que a sua nova posição lhe trouxesse o comando de um corpo ou de uma brigada, mas tal acabaria por não acontecer, uma vez que os exércitos aliados se retiraram lentamente pelos Países Baixos em direção à Alemanha. Em fevereiro de 1795, chegaram a Hanôver. Ernesto permaneceu em Hanôver no ano seguinte, em vários postos de pouca importância. Tinha pedido para regressar a casa, para tratar do olho, mas só no início de 1796 o rei deu permissão ao filho para regressar à Grã-Bretanha. Na Grã-Bretanha, o príncipe Ernesto consultou Wathen Waller, um médico oftalmologista de renome, mas o médico parece ter achado que o caso dele não tinha solução, uma vez que não realizou qualquer cirurgia.  De regresso a casa, Ernesto tentou repetidamente entrar nas forças militares britânicas, chegando mesmo a ameaçar juntar-se aos Yeomanry como soldado raso, mas tanto o rei com o duque de Iorque se recusaram a recebê-lo. Ernesto não queria voltar para as forças militares de Hanôver, uma vez que estes não estavam envolvidos na ação militar. Além do mais, von Freytag estava gravemente doente e Ernesto não estava disposto a prestar serviço com o general von Wallmoden, o seu sucessor mais provável.

## Duque de Cumberland (1799-1837)

### Comandante militar

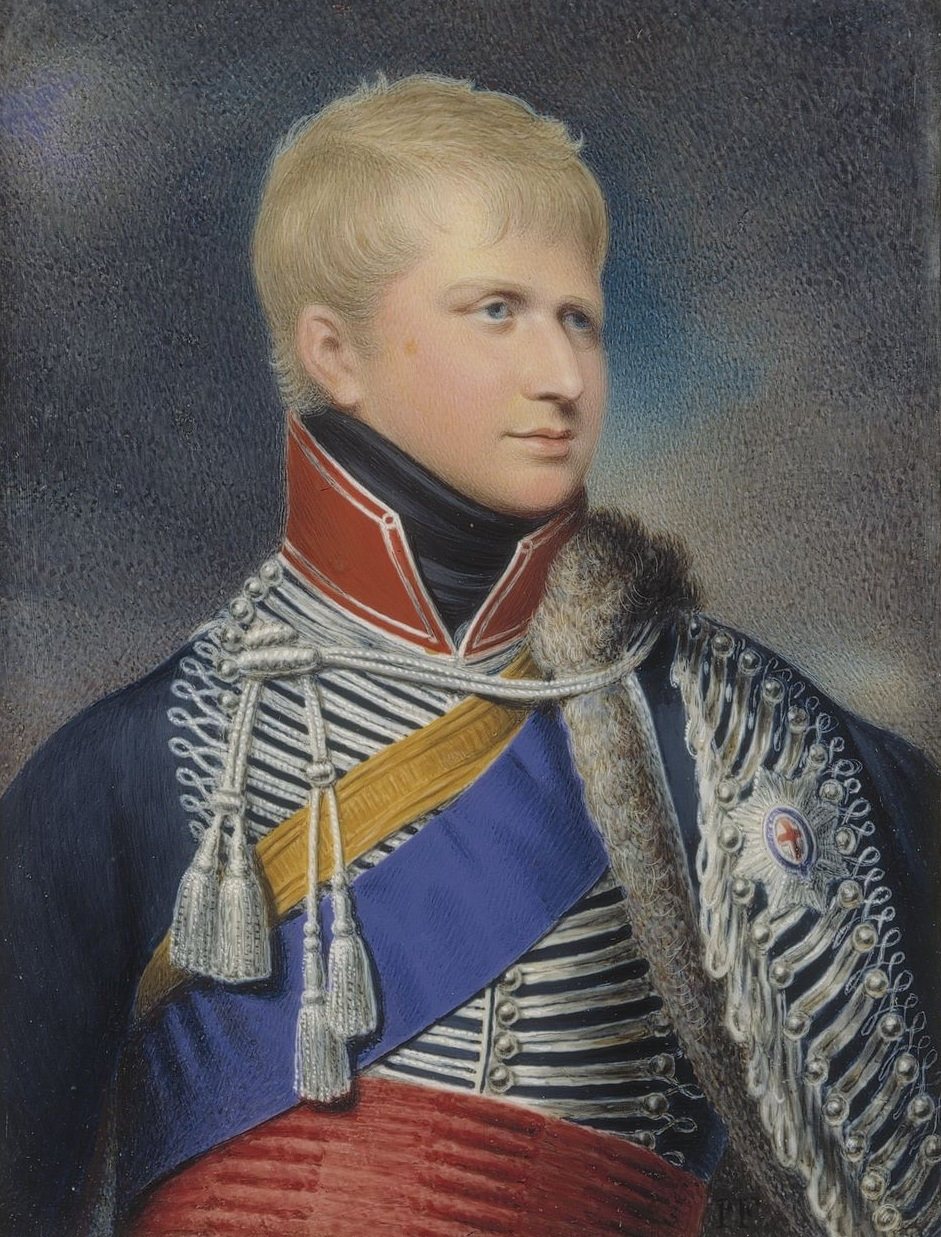
Ernesto Augusto
Por Johan Georg Paul Fischer, na Royal Collection

Em 23 de abril de 1799, Jorge III concedeu ao príncipe Ernesto Augusto os títulos de duque de Cumberland e Teviotdale e conde de Armagh. Apesar de ter sido promovido a tenente-general, tanto das forças britânicas como das hanoverianas, decidiu permanecer na Inglaterra e, tendo um lugar na Câmara dos Lordes, começou a participar na política. Ernesto tinha opiniões extremamente conservadoras e tornou-se pouco depois líder da direita do partido. O rei Jorge tinha temido que Ernesto tivesse opiniões mais liberais, como os seus irmãos mais velhos. Depois de se tranquilizar sobre esse assunto, em 1801 o rei escolheu Ernesto para levar a cabo as negociações que levaram à formação do Governo Addington. Em fevereiro de 1802, o rei Jorge ofereceu ao filho um posto de coronel no 27.º Regimento dos Dragões Luminosos, um posto que tinha a opção de transferir para o 15.º regimento quando houvesse uma vaga. Esta surgiu quase imediatamente e o duque tornou-se coronel desse regimento em março de 1802. Apesar de que o posto pudesse ter sido uma sinecura, Ernesto envolveu-se nos assuntos do regimento e liderou-o nas suas manobras.
Em inícios de 1803, o duque de Iorque nomeou Ernesto comandante do Sétimo Distrito, encarregado das forças do Sétimo Estuário e arredores. Quando a guerra com a França voltou a rebentar após o Tratado de Amiens, o duque mais velho nomeou Ernesto para o Distrito Sudoeste, que era mais importante e incluía as regiões de Hampshire, Dorset e Wiltshire. Apesar de Ernesto preferir comandar a Legião Alemã do Rei, que era constituída na sua maioria por expatriados de Hanôver, agora ocupado pelos franceses, aceitou o posto. O duque de Cumberland aumentou as defesas na Costa Sul, principalmente à volta da cidade de Weymouth, onde o seu pai passava frequentemente os meses de verão.
Os Decretos de União de 1800 tinham dado representação à Irlanda no Parlamento, mas a lei em vigor impedia os católicos irlandeses de prestar serviço por causa da sua religião. A "emancipação católica" era um grande problema político durante os primeiros anos do século XIX. O duque de Cumberland opunha-se fortemente a dar direitos a católicos e acreditava que a emancipação seria uma violação do Juramento da Coroação do rei para defender o anglicanismo, e falou contra a emancipação na Câmara dos Lordes. As organizações protestantes irlandesas apoiaram o duque, que foi eleito chanceler da Universidade de Dublin em 1805 e Grande Mestre da Ordem de Orange dois anos depois.
O duque tentou obter repetidamente um posto junto das forças aliadas que lutavam contra a França, mas foi enviado para o continente apenas como observador. Em 1807, defendeu o envio de tropas britânicas para se juntar aos prussianos e suecos num ataque contra os franceses em Stralsund (actual noroeste da Alemanha). O governo de Greville recusou-se a enviar forças armadas. Pouco depois, o governo caiu e o novo primeiro-ministro, o duque de Portland concordou em enviar vinte mil homens a Ernesto. No entanto, foram enviados tarde demais: os franceses derrotaram a Prússia e a Suécia na Batalha de Stralsund antes de Ernesto e as suas tropas chegarem à cidade.

### Incidente Sellis e controvérsia de Weymouth
Nas primeiras horas de 31 de maio de 1810, segundo o seu próprio testemunho, Ernesto foi golpeado várias vezes na cabeça enquanto dormia na cama, acordando logo de seguida. Fugiu para a porta, onde foi ferido na perna por um sabre. Pediu ajuda e um dos seus criados, Cornelius Neale, respondeu e ajudou-o. Neale deu o alarme e o pessoal da casa percebeu rapidamente que o outro criado de Ernesto, Joseph Sellis, não estava ao pé deles e que a porta do seu quarto estava trancada. A fechadura foi forçada e descobriram o criado com a garganta acabada de cortar e uma ferida, aparentemente feita pelo próprio. Ernesto recebeu várias feridas durante o seu aparente ataque e precisou de mais de um mês para se recuperar dos seus ferimentos. Francis Place, um reformador social e anti-monárquico, conseguiu entrar no júri de inquisição e tornou-se o seu líder. Place foi até ao escritório de um amigo advogado para estudar direito de inquérito e questionou as testemunhas de forma agressiva. Também insistiu que o inquérito fosse aberto ao público e à imprensa e, assim, fez o médico legista acreditar que, basicamente, era ele que dirigia o inquérito sozinho. Apesar de tudo, o júri chegou ao veredito unânime de que o criado tinha se suicidado.
Grande parte da opinião publica culpou Ernesto pela morte de Sellis. Os jornais liberais mais extremistas, panfletos anti-monárquicos e caricaturistas deram explicações nefastas para a morte de Sellis, culpando sempre o duque. Algumas histórias contavam que o duque tinha chamado de "corno" a Sellis e que o ataque tinha sido uma retaliação, ou então que mandou matar Sellis por este ter encontrado Ernesto na cama com a sua esposa. Outros sugeriram que o duque era amante ou de Sellis ou de Neale e que tinha havido chantagem por detrás da morte. Tanto Roger Fulford como John Van der Kiste, que escreveram livros sobre os filhos de Jorge III, atribuem parte do ânimo e medo do duque ao fato de ele não ter casos amorosos em público, como faziam os seus irmãos mais velhos. Segundo estes autores, o público temia os vícios que aconteciam atrás da porta da casa do duque e assumiram o pior.
Em inícios de 1813, Ernesto envolveu-se num escândalo político durante um concurso de eleição que se seguiu às eleições gerais do ano anterior. Mostrou-se o duque como sendo um dos três administradores capazes de ditar que iriam representar Weymouth no Parlamento. Uma vez que era considerado impróprio um nobre interferir nas eleições dos comuns, houve bastante controvérsia e o governo enviou Ernesto como observador para a Europa para acompanhar as tropas hanoverianas que estavam em combate contra a França. Apesar de não ter combatido, Ernesto esteve presente na Batalha de Leipzig, uma grande vitória para os Aliados.

### Casamento

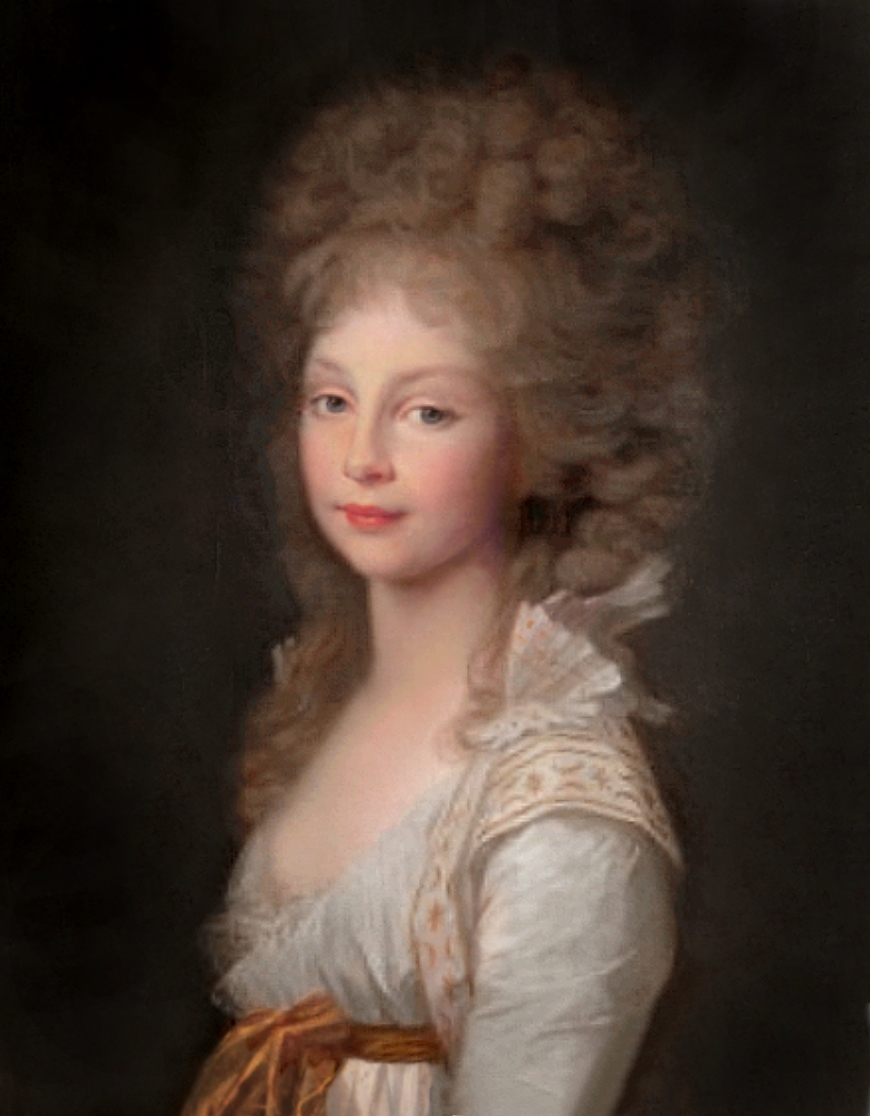
Princesa Frederica
Por Johann Friedrich August Tischbein, na Alte Nationalgalerie

Ernesto conheceu e apaixonou-se em meados de 1823 por sua prima, a princesa Frederica de Mecklemburgo-Strelitz, esposa do príncipe Frederico Guilherme de Solms-Braunfels e viúva do príncipe Luís da Prússia. Os dois concordaram em casar caso Frederica ficasse livre. O seu casamento com o príncipe Frederico Guilherme não tinha sido um sucesso. O seu marido, vendo que o casamento não tinha solução, concordou em dar-lhe o divórcio, mas a sua morte súbita em 1814 fez com que não houvesse necessidade para tal. Alguns consideraram que esta morte era demasiado conveniente e suspeitaram que a princesa tinha envenenado o marido. A rainha Carlota estava contra este casamento: antes de a princesa se casar com Frederico Guilherme, tinha rejeitado o irmão mais velho de Ernesto, o duque de Cambridge, já depois de o noivado ter sido anunciado.
Após o casamento na Alemanha a 29 de maio de 1815, a rainha Carlota recusou-se a receber a sua nova nora, nem esteve presente na segunda cerimônia do casamento do filho em Kew à qual compareceram os quatro irmãos mais velhos. O príncipe de Gales (agora príncipe-regente) achou que a presença do irmão na Grã-Bretanha era embaraçosa e ofereceu-lhe dinheiro e o governo de Hanôver se ele partisse para o continente. Ernesto recusou e o casal passou o seu tempo entre os palácio de Kew e St. James nos três anos seguintes. A rainha insistiu na sua recusa em receber Frederica. Apesar destes problemas familiares, Ernesto e a esposa tiveram um casamento feliz. O governo de Lord Liverpool pediu ao Parlamento para aumentar o rendimento do duque em ₤6,000 por ano em 1815 para que pudesse cobrir o aumento de despesas que teve com o casamento. O envolvimento do duque na eleição de Weymouth tornou-se um problema e o projeto de lei não foi aprovado por um voto. Liverpool voltou a tentar em 1817: desta vez o projeto de lei não foi aprovado por sete votos.
O casamento do duque em 1815 parece ter tido pouca importância na Grã-Bretanha. A princesa Carlota de Gales, a única filha do príncipe-regente, era a única neta legítima do rei. Esperava-se que a jovem princesa viesse a ter filhos e assegurasse a linha de sucessão britânica, principalmente depois do seu casamento com o príncipe Leopoldo de Saxe-Coburgo-Saalfeld em 1816. Tanto o príncipe-regente como o duque de Iorque estavam casados, mas separados das esposas, enquanto os dois irmãos seguintes, o duque de Clarence e o duque de Kent eram solteiros. Em 6 de novembro de 1817, a princesa Carlota morreu depois de dar à luz um bebé morto. O rei Jorge ficou com doze filhos e sem netos legítimos. A maioria dos duques solteiros procurou noivas adequadas à pressa e correram para o altar na esperança de ter o futuro herdeiro do trono.
Vendo poucas hipóteses de a rainha desistir e receber a sua nora, Ernesto e a esposa mudaram-se para a Alemanha em 1818. Tinham dificuldades a viver com os seus meios na Grã-Bretanha e o custo de vida era muito menor na Alemanha. A rainha Carlota morreu em 17 de novembro de 1818, mas o duque e a esposa decidiram permanecer na Alemanha, vivendo principalmente em Berlim, onde a duquesa tinha parentes. Em 1817, a duquesa deu à luz uma bebê morta; em 1819, deu à luz um rapaz, o príncipe Jorge de Cumberland. O duque visitava a Inglaterra ocasionalmente e ficava na casa do seu irmão mais velho que, em 1820, sucedeu aos tronos da Grã-Bretanha e de Hanôver como rei Jorge IV. O quarto filho de Jorge III, Eduardo, duque de Kent, morreu seis meses antes do pai, mas deixou uma filha, a princesa Vitória de Kent. Com a morte de Jorge III, Ernesto ficou no quarto lugar da linha de sucessão do trono britânico, depois do duque de Iorque (que morreu sem deixar herdeiros legítimos em 1827), o duque de Clarence e da princesa Vitória.

### Políticas e impopularidade

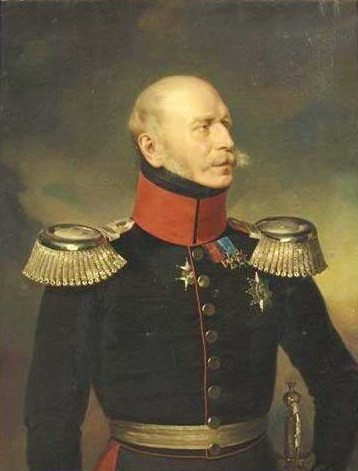
Ernesto Augusto
Autor desconhecido, na Royal Collection

Em 1826, o Parlamento votou finalmente a favor de aumentar os rendimentos de Ernesto. O governo de Liverpool argumentou que o duque precisava pagar a educação do príncipe Jorge, mas mesmo assim a medida teve a oposição de muitos liberais. O projeto de lei que passou na Câmara dos Comuns exigia que o príncipe Jorge vivesse na Inglaterra se o duque recebesse o dinheiro.
Em 1828, Ernesto estava com o rei no Castelo de Windsor quando rebentaram distúrbios graves na Irlanda entre a população católica. O duque apoiava fervorosamente a causa protestante na Irlanda e regressou a Berlim em agosto, acreditando que o governo, liderado pelo duque de Wellington, iria lidar firmemente com os irlandeses. Em janeiro de 1829, o governo de Wellington anunciou que iria apresentar um projeto de lei de emancipação para se conciliar com os irlandeses. Ignorando o pedido de Wellington para que permanecesse no estrangeiro, Ernesto regressou a Londres e foi um dos líderes dos opositores ao projeto de lei do Alívio Católico de 1829, influenciando o rei Jorge contra o projeto. Poucos dias depois da sua chegada, o rei deu instruções aos oficiais a seu serviço para votarem contra o projeto de lei. Quando ouviu isto, Wellington disse ao rei que tinha de se demitir do seu cargo se ele não o apoiasse completamente. Inicialmente, o rei aceitou a demissão de Wellington e Ernesto tentou formar um governo unido contra a emancipação católica. Mesmo que um governo desse gênero tivesse um apoio considerável na Câmara dos Lordes, teria pouco apoio na Câmara dos Comuns e Ernesto desistiu da sua tentativa. O rei voltou a chamar Wellington, o projeto de lei passou e tornou-se lei.
O governo de Wellington esperava que Ernesto regressasse à Alemanha, mas o duque mudou-se para a Inglaterra com a esposa e o filho em 1829. O jornal The Times escreveu que Ernesto iria viver em Windsor na "Torre do Demônio", mas o duque voltou a abrir a sua casa em Kew. A família instalou-se aí enquanto corriam rumores de que Thomas Garth, que se pensava ser filho ilegítimo da irmã de Ernesto, a princesa Sofia, seria também filho de Ernesto. Também se dizia que Ernesto tinha chantageado o rei ameaçando que iria expor o seu segredo, apesar de Van der Kist realçar o fato de que Ernesto não seria inteligente se fizesse isso ao irmão com um segredo que, se fosse exposto, o iria destruir. Estes rumores folham espalhados quando Ernesto estava a caminho de Londres para lutar contra a emancipação católica. Thomas Creevey, um político liberal e diarista, escreveu sobre o rumor de Garth em meados de fevereiro e existem algumas provas de que os rumores começaram com a princesa Dorothea Lieven, esposa do embaixador russo.
Em julho de 1829, os jornais noticiaram que o duque tinha sido expulso da casa de Lord Lyndhurst por ter atacado a sua esposa, Sarah, lady Lyndhurst. Em inícios de 1830, alguns jornais publicaram artigos que deixavam no ar a suspeita de que Ernesto estava a ter um caso amoroso com lady Graves, a mãe de quinze filhos que tinha mais de cinquenta anos. Em fevereiro de 1830, lorde Graves escreveu uma nota à sua esposa, expressando a sua confiança na sua inocência, depois cortou a garganta. Dois dias depois da morte de Graves (e no dia a seguir ao inquérito), o jornal The Times publicou um artigo que ligava a morte de Graves com a morte de Sellis. Depois de ver a nota de suicídio, o jornal retirou a implicação de que poderia haver uma ligação entre as duas mortes. Apesar de tudo, muitos acreditavam que o duque era responsável pelo suicídio ou culpado de um segundo assassinato. O duque afirmou mais tarde que tinha sido "acusado de todos os crimes no decálogo". O biografo de Ernesto, Anthony Bird, afirma que, embora não tivesse provas, não tinha dúvidas de que os rumores contra o duque tinham sido espalhados pelos liberais com fins políticos. Outro biografo, Geoffrey Willis, realçou o fato de que o duque não foi associado a nenhum escândalo durante o período de dez anos em que viveu na Alemanha. Foi só quando anunciou que ia regressar à Grã-Bretanha que "uma campanha de maldade sem paralelo" começou contra ele. Segundo Bird, Ernesto era o homem menos popular na Inglaterra.

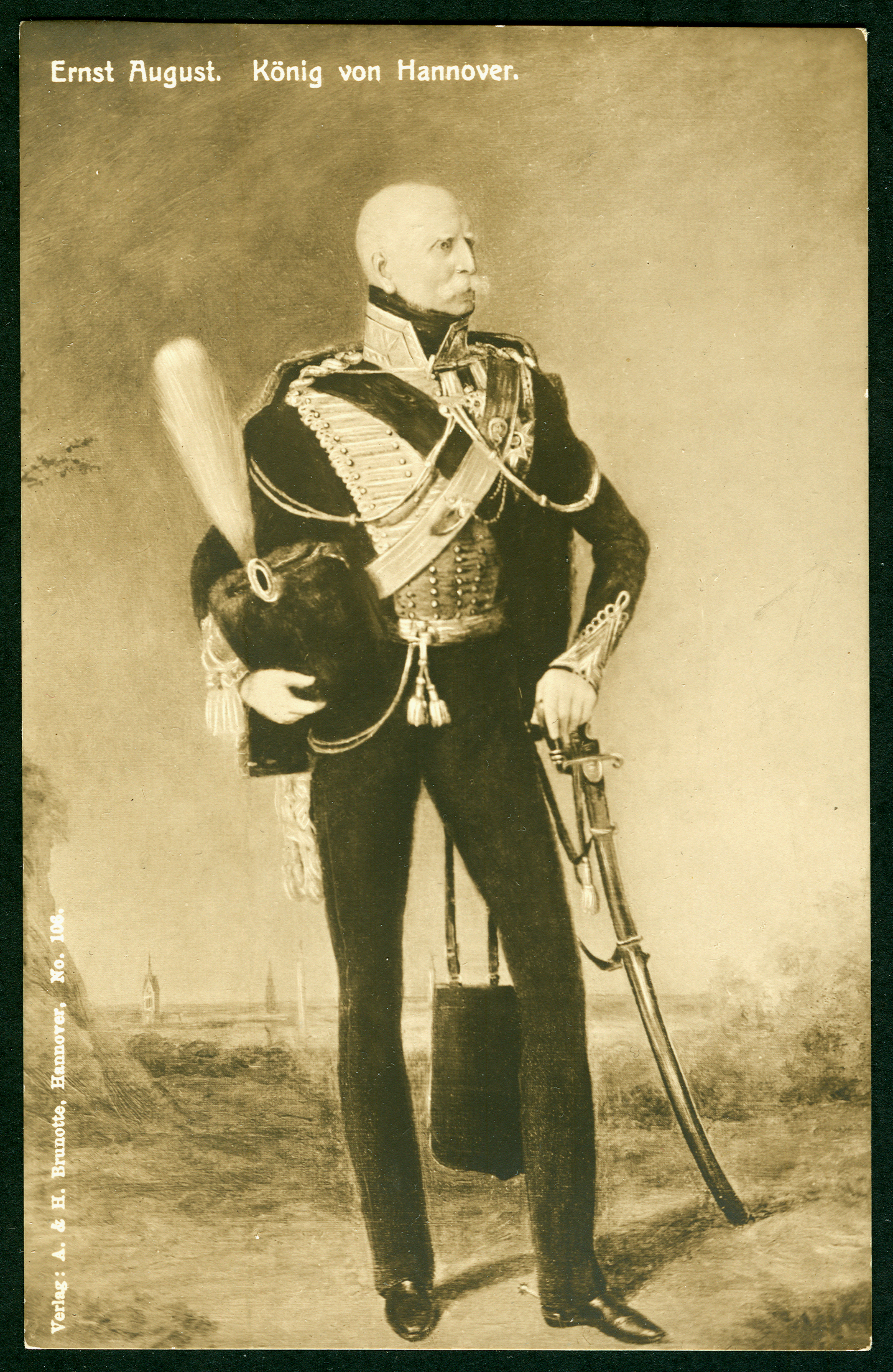
Ernesto Augusto, Rei de Hanôver com as torres da antiga cidade de Hanôver ao fundo. Cartão postal número 106 da editora de A. & H. Brunotte, Hanover.

A influência do duque na corte terminou com a morte de Jorge IV em junho de 1830 e a sucessão do duque de Clarence como Guilherme IV. Wellington escreveu que "O efeito da morte do rei será (...) pôr um ponto final no caráter político e poder do duque de Cumberland neste país por completo". O rei Guilherme não tinha filhos legítimos (tendo tido duas filhas que morreram ainda bebês) e Ernesto era agora herdeiro presumível em Hanôver, uma vez que a herdeira presumível da Grã-Bretanha, Vitória, não podia herdar o estado alemão por ser mulher. Guilherme compreendeu que enquanto o duque mantivesse uma base de poder em Windsor, podia manejar influência indesejada. O duque era Bastão de Ouro, uma vez que liderava a Cavalaria da Casa Real. Guilherme fez com que o posto do duque fizesse parte das responsabilidades do comandante-em-chefe e não do rei, algo que insultou Ernesto, por ter de se apresentar a um oficial menos experiente do que ele, e demitiu-se. O rei Guilherme voltou a sair triunfante quando a nova rainha, Adelaide de Saxe-Meiningen, expressou o desejo de colocar os seus cavalos nos estábulos utilizados normalmente pela consorte, mas que, na altura, estavam ocupados com os cavalos de Ernesto. O duque recusou-se inicialmente a cumprir a ordem do rei para retirar os seus cavalos, mas desistiu quando foi informado de que os cavalariços de Guilherme os retirariam se Ernesto não o fizesse voluntariamente. Apesar de tudo, Ernesto e Guilherme mantiveram-se amigos durante todo o reinado de sete anos do último. A casa de Ernesto em Kew era demasiado pequena para a sua família, por isso o rei entregou-lhe uma residência maior à entrada dos Jardins de Kew. Ernesto opôs-se ao Decreto de Reforma de 1832 e foi um dos nobres "obstinados" que votou contra o projeto de lei na sua leitura final, quando a maioria dos conservadores se absteve sob a ameaça de ver a Câmara dos Lordes inundada de nobres liberais.
Ernesto foi vitima de novas alegações em 1832, quando duas jovens o acusaram de as tentar atropelar quando elas caminhavam perto de Hamersmith. O duque não tinha deixado a sua propriedade em Kew nesse dia e conseguiu confirmar que o cavaleiro era um dos seus cavalariços, que afirmou não ter visto as mulheres. Apesar de tudo, os jornais continuaram a publicar referências ao incidente, sugerindo que Ernesto tinha realmente feito aquilo que as mulheres tinham dito e estava a tentar empurrar as culpas para outros de forma covarde. Nesse mesmo ano, o duque deu início a um processo judicial por difamação, quando surgiu um livro que o acusava de ter mandado o seu criado Neale matar Sellis e o júri decidiu a seu favor. Também em 1832, Ernesto e a esposa sofreram um duro golpe quando o príncipe Jorge ficou cego. O príncipe estava já cego de um olho desde bebé, mas um acidente quando tinha treze anos de idade fez com que deixasse de ver também do outro. Ernesto tinha esperanças de que o seu filho pudesse casar com a princesa Vitória e manter assim os tronos da Grã-Bretanha e de Hanôver unidos, mas este contratempo fez com que tal se tornasse ainda mais improvável e levantou a questão sobre até que ponto o príncipe deveria suceder em Hanôver.
O duque passou o reinado de Guilherme na Câmara dos Lordes, onde participava assiduamente. O editor James Grant escreveu: "O duque é literalmente o guardador da porta, algo fora do normal, o primeiro homem da Câmara e o último a sair. E isto não acontecia somente de modo geral, mas todas as noites." Nas suas observações sobre os membros principais da Câmara dos Lordes, Grant indicou que o duque não era notável pela sua retórica (nunca dava um discurso com mais de cinco minutos) e tinha uma voz difícil de entender apesar de "a sua maneira de ser é a mais branda e conciliadora." Grant denegriu a inteligência e influência do duque, mas afirmou que ele tinha influência indirecta sobre vários membros e que estava "longe de ser um estratega tão mau como os seus opositores imaginavam."
A Ordem de Orange causou controvérsia em 1836. Dizia-se que a ordem (que era anti-católica) estava preparada para se revoltar e tentar colocar o duque de Cumberland no trono após a morte do rei Guilherme. Segundo Joseph Hume, orador da Câmara dos Comuns, a princesa Vitória deveria ser excluída devido à sua idade, sexo e incapacidade. A Câmara dos Comuns aprovou uma resolução que pedia o fim da ordem. Quando este assunto chegou à Câmara dos Lordes, o duque defendeu-se, dizendo sobre a princesa Vitória: "Daria a última gota de sangue pela minha sobrinha." O duque indicou que os membros da Ordem de Orange eram leais e estavam dispostos a separar-se na Grã-Bretanha. Segundo Bird, este incidente esteve na origem do rumor de que o duque queria matar a princesa Vitória para ficar com o trono britânico para si.

## Rei de Hanôver

### Assuntos internos

#### Controvérsia constitucional

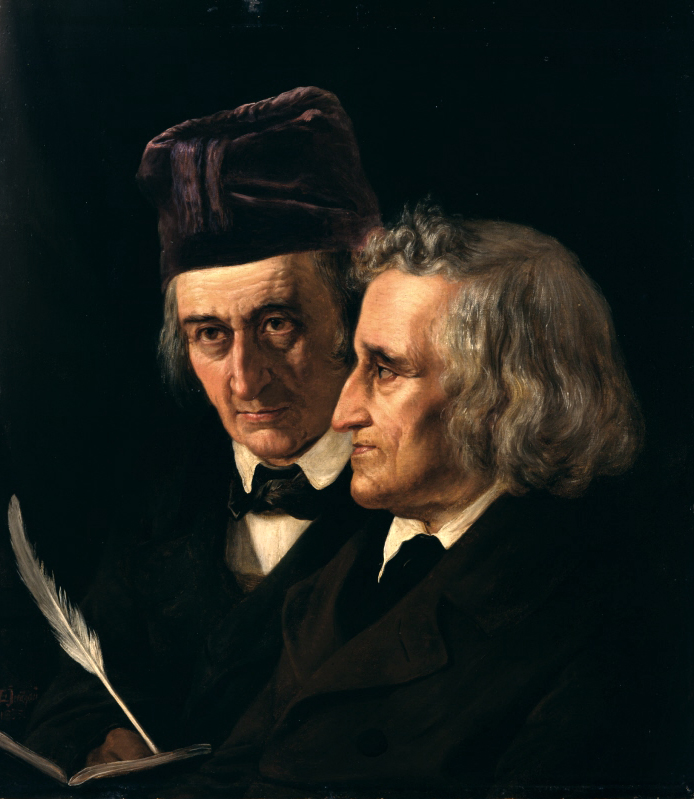
Os irmãos Grimm, inimigos políticos de Ernesto Augusto, por Elisabeth Jerichau-Baumann, nos Museus Estatais de Berlim

A 20 de junho de 1837, o rei Guilherme morreu e a princesa Vitória tornou-se rainha do Reino Unido. Ernesto tornou-se Rei de Hanôver. A 28 de junho de 1837, o rei Ernesto entrou no seu novo domínio, passando debaixo do arco triunfal. Pela primeira vez em mais de um século, Hanôver podia ter o seu governante vivendo em território nacional. Muitos hanoverianos tinham uma perspectiva liberal e teriam preferido que o seu vice-rei popular, o duque de Cambridge, tivesse se tornado rei, mas ambos os irmãos mais novos de Ernesto recusaram participar em qualquer movimento que os fizesse subir ao trono no lugar do irmão mais velho. Segundo Roger Fulford, no seu estudo dos filhos mais novos de Jorge III intitulado "Royal Dukes": "Em 1837, o rei Ernesto era o único descendente masculino de Jorge III que estava disposto e era capaz de continuar a ligação com Hanôver."
Hanôver tinha aprovado a sua primeira constituição, oferecida pelo príncipe-regente, em 1819. Este documento pouco mais fez do que confirmar a mudança de Hanôver de um eleitorado para um reinado, algo garantido no Congresso de Viena. O duque de Cambridge, como vice-rei do rei Guilherme em Hanôver, tinha recomendado uma reorganização profunda do governo de Hanôver. O rei Guilherme IV tinha dado o seu consentimento para ser aprovada uma nova constituição em 1833, mas não foi pedido nem aprovado o pedido do duque de Cumberland e ele protestou contra a adoção da constituição sem o seu consentimento. Uma provisão da constituição transferia os domínios de Hanôver (o equivalente à Propriedade da Coroa Britânica) do soberano do estado, diminuindo o poder do monarca.
Logo depois da sua chegada a Hanôver, o rei dissolveu o parlamento que tinha sido reunido por causa da constituição disputada. A 5 de julho, proclamou a suspensão da constituição, dando como razão o fato de não ter sido pedido o seu consentimento e que esta não respondia às necessidades do reino. Em 1 de novembro de 1837, o rei emitiu uma patente, declarando que a constituição era inválida, mas apoiando todas as leis que tinham sido aprovadas nela. A constituição de 1819 foi restaurada. O príncipe-herdeiro, Jorge, apoiou a ação.
Para que a patente do rei tivesse efeito, o governo precisava que todos aqueles que tivessem cargos políticos (incluindo professores na Universidade de Gotinga) renovassem os seus juramentos de lealdade ao rei. Sete professores (incluindo os irmãos Grimm) recusaram-se a fazer este juramento e incentivaram outros a protestar contra o decreto do rei. Uma vez que não fizeram o juramento, os sete perderam as suas posições e o rei expulsou os três mais responsáveis (que incluíam Jacob Grimm) de Hanôver. Apenas um dos sete, Heinrich Ewald, era cidadão de Hanôver e não foi expulso. Nos anos finais do reinado do rei, os três foram convidados a regressar.
O rei escreveu sobre este incidente ao seu cunhado, o rei Frederico Guilherme III da Prússia: "Se cada um destes sete cavalheiros me tivessem escrito uma carta a expressar a sua opinião, eu não teria qualquer razão para castigar a sua conduta. Mas organizar um reunião e publicar as suas opiniões ainda antes de o governo ter recebido o seu protesto... foi isso que fizeram e não o posso permitir." Ernesto recebeu uma deputação de cidadãos de Gotinga que, temendo uma revolta dos estudantes, aplaudiram as dispensas. Contudo, o rei foi fortemente criticado na Europa, principalmente na Grã-Bretanha. Na Câmara dos Comuns, o coronel Thomas Perronet Thompson propôs ao Parlamento que se a rainha Vitória, que ainda não tinha filhos, morresse, levando à sucessão de Ernesto, o Parlamento deveria declarar que o rei tinha desistido de todos os seus direitos de sucessão ao trono britânico devido às suas ações.
Um protesto mais significativo contra a revogação da constituição de 1833 aconteceu quando várias localidades se recusaram a nomear deputados parlamentares. Contudo, em 1840 tinha sido reunido o número de deputados suficiente para que o rei pudesse convocar o Parlamento, que se reuniu durante duas semanas em agosto, aprovando a versão modificada da constituição de 1819, aprovando um orçamento e enviando um voto de agradecimento ao rei. O Parlamento voltou a reunir-se no ano seguinte, aprovou um orçamento de três anos e separou-se novamente.

#### Desenvolvimento e comércio: crise de 1848

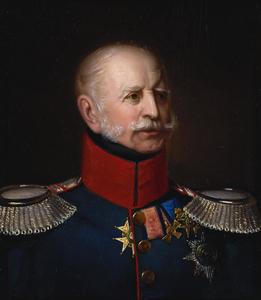
Ernesto Augusto I de Hanôver
Autor desconhecido, na Royal Collection

Na altura em que o rei subiu ao trono, Hanôver era uma cidade residencial densamente povoada e não tinha o grande estilo de muitas capitais alemãs. Assim que as crises politicas dos seus primeiros anos de reinado chegaram ao fim, Ernesto deu início a um melhoramento dos assuntos do estado. O apoio de Ernesto levou à iluminação a gás das ruas da cidade de Hanôver, ao melhoramento do sistema sanitário e ao desenvolvimento de um novo quarteirão residencial. Em 1841, após a morte da rainha Frederica, alterou os planos de deixar intacto o Altes Palais onde os dois tinham vivido. O interesse e apoio de Ernesto nas ferrovias fez com que Hanôver se tornasse um grande centro de confluência de trens, o que beneficiou muito o Estado. No entanto, quando o arquiteto da corte, Georg Ludwig Friedrich Laves, propôs a construção de uma casa de ópera em Hanôver em 1837, o rei recusou inicialmente a proposta: "esta ideia completamente absurda de construir um teatro para a corte no meio deste campo verde". O rei acabou por dar o seu consentimento em 1844 e a casa de ópera abriu em 1852, um ano depois da morte do rei.
Todas as semanas, o rei viajava com o seu secretário para várias partes do seu reino e qualquer pessoa lhe podia fazer um pedido, apesar de Ernesto dar ordens ao seu secretário para avaliar os pedidos primeiro, para que não tivesse de lidar com queixas superficiais. Ernesto abria esta possibilidade a qualquer classe, assegurando os serviços de vários ministros que não teriam elegibilidade sem esta reforma. Apesar de o rei, enquanto duque de Cumberland, ter lutado contra a emancipação católica, não se opôs à presença de católicos no seu governo em Hanôver e até chegou a visitar as suas igrejas. Ernesto justificou a sua mudança de atitude com o fato de não existirem razões históricas para restringir os católicos em Hanôver como havia no Reino Unido. Continuou a opôr-se à admissão de judeus no Parlamento Britânico, mas deu direitos justos aos mesmos em Hanôver.
O rei apoiou a união postal e moeda comum entre os estados alemães, mas opôs-se à Zollverein, uma união aduaneira liderada pelo Reino da Prússia, temendo que esta desse à Prússia o domínio, o que significaria o fim de Hanôver como Estado independente. Em vez disso, o rei apoiou o Steuerverein que Hanôver e os outros estados da Alemanha ocidental tinham formado em 1834. Quando os tratados de Steuerverein tiveram de ser renovados em 1841, Brunsvique desistiu da união e juntou-se à Zollverein, enfraquecendo fortemente a posição de Hanôver, principalmente porque Brunsvique tinha enclaves dentro de Hanôver. Ernesto conseguiu adiar a entrada dos enclaves no Zollverein e, quando se iniciou uma guerra do comércio, conseguiu durar mais tempo do que Brunsvique. Em 1845, Brunsvique, Hanôver e Prússia assinaram um tratado de comércio. Em 1850, Ernesto permitiu relutantemente que Hanôver se juntasse ao Zollverein, apesar de a entrada ter acontecido em termos favoráveis. As reservas de Ernesto em relação à Prússia tinham a sua razão de ser. Em 1866, quinze anos depois da sua morte, Hanôver escolheu combater do lado do Império Austríaco na Guerra Austro-Prussiana e foi derrotado, sendo anexado à Prússia.
Hanôver não foi muito afetado pelas revoluções de 1848. Algumas perturbações menores foram controladas pela cavalaria sem deixar feridos. Quando os agitadores chegaram de Berlim em finais de maio de 1848 e se realizaram manifestações junto ao palácio do rei, Ernesto enviou o seu primeiro-ministro para negociar. O primeiro-ministro avisou que se os manifestantes fizessem pedidos inapropriados ao rei, Ernesto arrumaria as suas coisas e partiria para a Grã-Bretanha, levando o príncipe-herdeiro consigo. Tal ação teria deixado o país à mercê da Prússia expansionista e esta ameaça fez com que a agitação terminasse. Depois, o rei promulgou uma nova constituição ligeiramente mais liberal do que a de 1819.

### Relações com a Grã-Bretanha

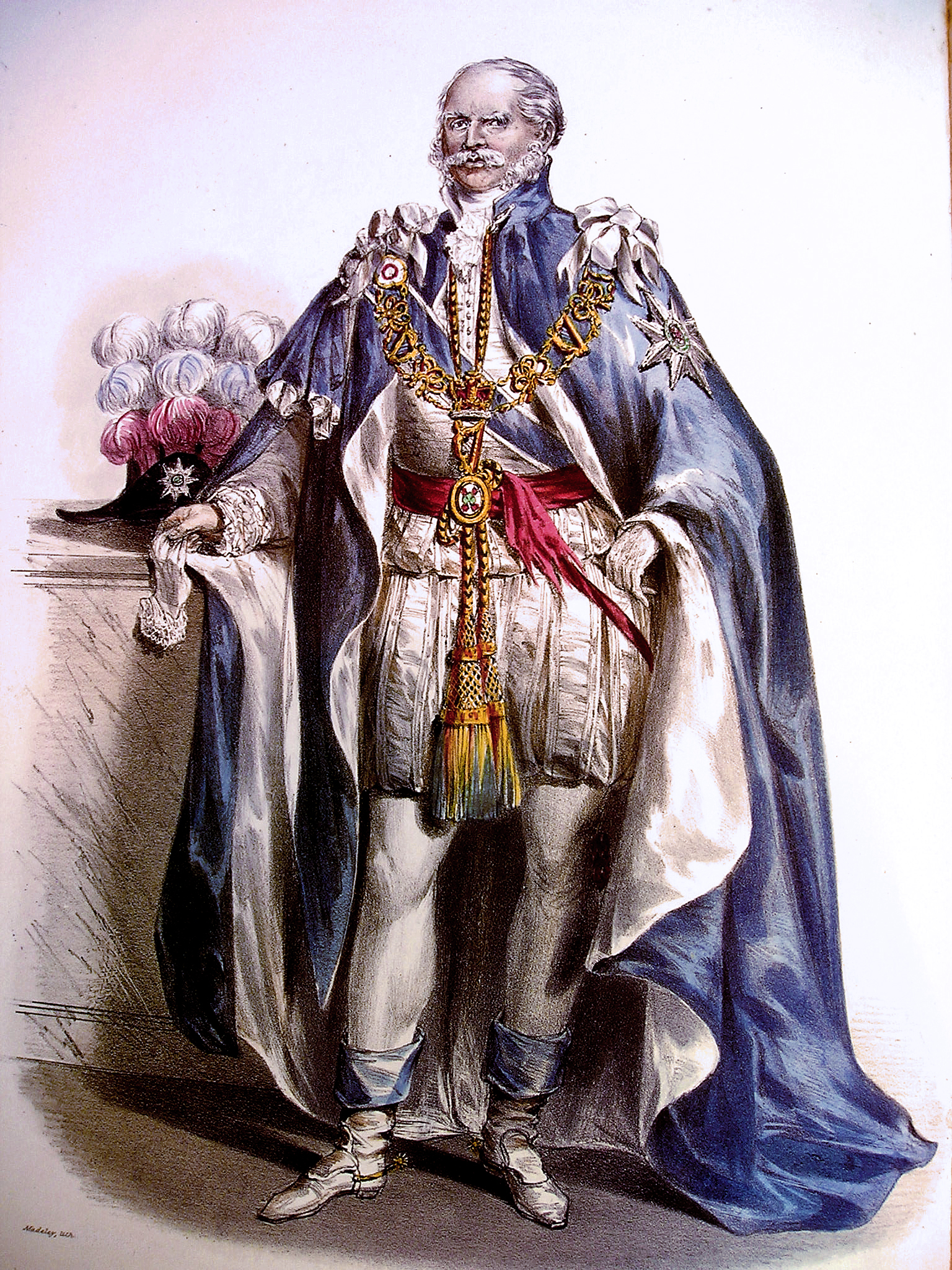
Ernesto vestido com o traje da Ordem de São Patrício

Especula-se que Ernesto Augusto teria pedido conselhos ao duque de Wellington em relação ao que deveria fazer após a ascensão de Vitória e este ter-lhe-ia dito: "Vá, antes que o afastem à pancada." Contudo, Bird considera que esta história é pouco provável, tendo em conta o respeito que Wellington demonstrava normalmente para com a realeza e o fato de Ernesto ter pouca escolha em relação ao que tinha de fazer: viajar para o seu reino o mais rapidamente possível. Uma decisão que o novo rei teve de tomar, na sua posição de duque de Cumberland, era se juraria lealdade à rainha Vitória na Câmara dos Lordes. Pouco depois da morte de Guilherme, Ernesto ouviu Lord Lyndhurst dizer que Lord Cottenham, o 'Lord Chancellor, tinha afirmado que se iria recusar a fazer o juramento de aliança ao rei, sendo ele um soberano estrangeiro. O rei apareceu rapidamente na Câmara dos Lordes, antes de partir para Hanôver, e subscreveu o juramento perante o clérigo principal como era costume. Ernesto foi herdeiro presumível da sua sobrinha até ao nascimento da primeira filha da rainha Vitória, que recebeu o nome da mãe, em novembro de 1840. Lorde Clarendon, Lord Privy Seal, escreveu: "O que importa ao país é ter mais uma vida, seja ela masculina ou feminina, entre a sucessão e o rei de Hanôver."
Quase logo depois de chegar a Hanôver, o rei envolveu-se numa disputa com a sua sobrinha. Vitória, que tinha uma relação complicada com a sua mãe, a duquesa de Kent, queria que ela fosse alojada perto dela, pelo bem das aparências, mas não demasiado perto. Assim, pediu ao tio para deixar os seus aposentos no Palácio de St. James para que a duquesa pudesse lá ficar. O rei, que deseja manter aposentos em Londres, uma vez que estava à espera de visitar a cidade frequentemente, além de ter pouca vontade de fazer um favor a uma mulher que tinha tratado o seu irmão Guilherme tão mal, recusou-se a aceder ao pedido e Vitória, furiosa, acabou por ter de arrendar uma casa para a mãe. Numa altura em que a jovem Vitória tentava pagar as dividas deixadas pelo seu pai, considerou que tal despesa era desnecessária. A sua aversão em relação ao rei aumentou quando este se recusou, e aconselhou os irmãos a fazer o mesmo, a dar precedência ao possível futuro esposo da rainha, o príncipe Alberto de Saxe-Coburgo-Gota. Ernesto afirmou que a importância de cada família real tinha sido definida no Congresso de Viena e que o rei de Hanôver não devia ter de ceder a uma pessoa que descrevia como "uma Alteza Real só no papel". O decreto que concedeu a cidadania britânica a Alberto não resolveu esta questão da precedência.
Os assuntos atingiram o seu ponto máximo durante aquela que seria a sua única visita à Inglaterra como rei de Hanôver em 1843. Foi bem recebido em todo lado, menos no palácio. No casamento da princesa Augusta de Cambridge, tentou insistir em que tinha direito a um lugar superior ao do príncipe Alberto. O príncipe, cinquenta anos mais novo, resolveu as coisas com algo que descreveu como um "forte empurrão" e escreveu o seu nome cuidadosamente no certificado debaixo do da rainha, tão perto do da sua esposa para não deixar espaço para a assinatura do rei. O rei, aparentemente, não ficou zangado, uma vez que convidou o príncipe para ir dar um passeio no parque. Quando Alberto recusou o convite, afirmando que os dois podiam ser cercados pela multidão, o rei respondeu: "Quando eu vivia aqui, era quase tão impopular como tu és agora e eles nunca me incomodaram." Pouco depois do casamento, o rei ficou ferido numa queda quando estava com Alberto, que escreveu ao seu irmão: "Felizmente, caiu em cima de umas pedras em Kew e ficou com algumas costelas feridas. Este ferimento poupou-me de mais contato com Vitória e Alberto." Durante a sua visita, o rei arranjou tempo para ocupar o seu lugar na Câmara dos Lordes como duque de Cumberland. Vitória registrou no seu diário que, quando perguntaram ao rei se falaria na Câmara dos Lordes, ele respondeu: "Não, não vou fazer isso a não ser que o demônio me incentive!" A rainha também registrou que apesar de o rei Ernesto gostar muito de assistir aos debates, não costumava falar.
Os monarcas voltaram a zangar-se mais uma vez por causa das jóias deixadas pela rainha Carlota. Vitória, que as tinha, afirmava que elas pertenciam à Coroa Britânica. O rei Ernesto insistia que elas deveriam ir para o herdeiro masculino, ou seja, ele próprio. O assunto teve de ser arbitrado e, quando a decisão estava prestes a favorecer Hanôver, um dos árbitros morreu, fazendo com que a decisão fosse invalidada. Apesar de o rei ter pedido um novo painel, Vitória recusou-se a permitir tal enquanto o rei fosse vivo e aproveitava todas as oportunidades para usar as jóias, levando o rei a escrever ao seu amigo, Lord Strangford, "A pequena rainha estava muito bem, ouvi dizer, carregada com os meus diamantes." O filho e herdeiro de Ernesto, o rei Jorge V, voltou a insistir no assunto e, em 1858, depois de outra decisão a favor de Hanôver, as joias foram entregues ao embaixador do país.
O rei fazia questão de receber bem visitantes britânicos e, quando uma mulher inglesa lhe disse que se tinha perdido na cidade, o rei não quis acreditar nessa possibilidade, afirmando que "o país inteiro não é maior do que uma moeda."

## Últimos anos, morte e memorial

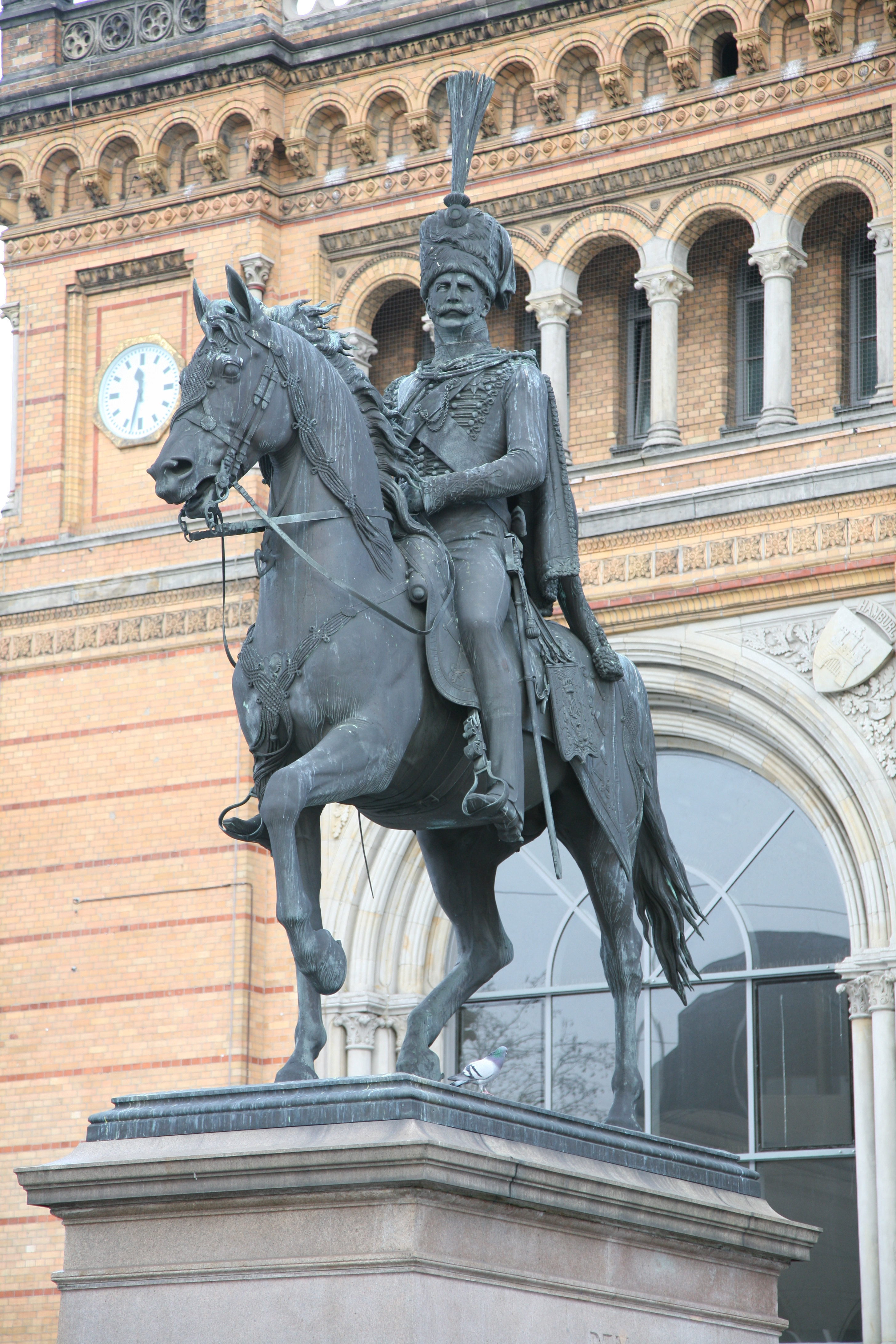
Estátua de Ernesto Augusto em Hanôver

Em 1851, o rei realizou uma série de viagens por toda a Alemanha. Aceitou o convite da rainha-consorte da Prússia para visitar o Palácio de Charlottenburg, perto de Berlim. Visitou Mecklemburgo para o batizado do filho do grão-duque e Lüneburg para inspeccionar o seu antigo regimento. Em junho, Ernesto celebrou o seu 80.º aniversário e recebeu o rei da Prússia. No final do verão desse ano, visitou Gotinga, onde abriu um novo hospital e recebeu uma procissão de tochas.
O rei continuou a interessar-se pelos assuntos britânicos e escreveu a Lord Stramford sobre a Grande Exposição de 1851:
"O ridículo e absurdo de a rainha aceitar esta pacotilha deve afetar todos os homens sensíveis e inteligentes e estou abismado que os ministros não tenham insistido em enviá-la para Osborne durante a Exposição, uma vez que nenhum ser humano pode responder pelo que pode acontecer nesta ocasião. A ideia (...) deve chocar todos os ingleses honestos e com boas intenções. Mas parece que está tudo a conspirar para denegrir a nossa imagem aos olhos da Europa."
O rei morreu em 18 de novembro de 1851, depois de uma doença que durou cerca de um mês. A sua morte foi muito sentida em Hanôver, mas pouco na Inglaterra, onde o jornal The Times omitiu a margem negra que costumava usar na sua primeira página nestas ocasiões e afirmou: "o bom que se pode dizer do membro da realeza morto é pouco ou nada." Tanto ele como a rainha Frederica estão sepultados num mausoléu nos Jardins de Herrenhausen.
Pode ver-se uma grande estátua equestre do rei Ernesto Augusto numa praça que recebeu o seu nome em frente da Estação Central de Hanôver, na qual estão inscritos o seu nome e as seguintes palavras (em alemão): "Ao pai desta nação do seu povo leal." É um local de encontro popular. Na linguagem local, as pessoas combinam encontrar debaixo do Schwanz ou "debaixo do alto" (ou seja, o cavalo que o rei monta).
Apesar de o Times criticar a carreira de Ernesto como duque de Cumberland, elogiou a sua época como rei de Hanôver e o fato de ter mantido Hanôver estável em 1848:
"Acima de tudo, possuía um caráter de decisão resoluta que, embora tenha funcionado de forma infeliz em diferentes condições, parece ter dado uma vantagem extraordinária durante a crise dos tronos continentais. Espantados com o estampido da revolução, e oscilando ignominiosamente entre o medo e a raiva, resistência ou concessão, as cabeças coroadas sofreram muito ao contrário de um Soberano que, pelo menos, estava seguro de si e preparado para defender as suas opiniões. Assim, durante as convulsões europeias, o rei Ernesto manteve a estabilidade do seu trono e a tranquilidade do seu povo sem os danos da revolução ou da reação. Como reis, de fato, são avaliados no continente, foi um monarca capaz e até popular e a sua memória pode encontrar, talvez, nos seus domínios ancestrais, uma simpatia que seria desnecessário atribuir nas cenas da sua vida adulta ou na terra onde nasceu." 

## Títulos e estilos

Monograma de Ernesto Augusto

- 5 de junho de 1771 a 23 de abril de 1799 : Sua Alteza Real, o príncipe Ernesto Augusto
- 23 de abril de 1799 a 20 de junho de 1837: Sua Alteza Real, o Duque de Cumberland e Teviotdale, Conde de Armagh
  - No Reino Unido, de 23 de abril de 1799 a 18 de novembro de 1851
- 20 de junho de 1837 a 18 de novembro de 1851: Sua Majestade, o Rei de Hanôver

## Descendência
| Nome                    | Nascimento            | Morte                 | notas                                                    |
| ----------------------- | --------------------- | --------------------- | -------------------------------------------------------- |
| Frederica de Cumberland | 27 de janeiro de 1817 | 27 de janeiro de 1817 | natimorta                                                |
| Filha sem Nome          | abril 1818            | abril 1818            | natimorta                                                |
| Jorge V de Hanôver      | 27 de maio de 1819    | 12 de junho de 1878   | casado, 1843, Maria de Saxe-Altemburgo ;com descendência |